# 50er v. Chr.
Portal Geschichte | Portal Biografien | Aktuelle Ereignisse | Jahreskalender | Tagesartikel

◄ |
1. Jahrtausend v. Chr. |

◄ |
2. Jh. v. Chr. |
1. Jahrhundert v. Chr. |
1. Jh. |
►

◄ | 80er v. Chr. | 70er v. Chr. | 60er v. Chr. | 50er v. Chr. |
40er v. Chr. |
30er v. Chr. |
20er v. Chr. |
►

59 v. Chr. |
58 v. Chr. |
57 v. Chr. |
56 v. Chr. |
55 v. Chr. |
54 v. Chr. |
53 v. Chr. |
52 v. Chr. |
51 v. Chr. |
50 v. Chr.

## Ereignisse

### Römisches Reich

Caesars Feldzüge während des gallischen Krieges

- 59 v. Chr.: Gaius Iulius Caesar wird römischer Konsul. Als solcher führt er mit den Acta diurna ein tägliches Nachrichtenbulletin ein, also die erste Zeitung.

- 58 v. Chr.: Beginn von Caesars Gallischem Krieg, Kampf gegen Helvetier und Ariovist.
- 57 v. Chr.: Unterwerfung der Belger durch Caesar.
- 56 v. Chr.: Sieg über die Veneter, Eroberung der Bretagne.
- 55 v. Chr.: Caesars erste Rheinüberquerung nach Germanien. Caesar lässt zur Überquerung des Rheins zwischen Koblenz und Andernach die erste Holzbrücke errichten. Erster Feldzug Caesars nach Britannien.
- 54 v. Chr.: Caesars zweiter Feldzug nach Britannien.
- 53 v. Chr.: Schlacht bei Carrhae: Römische Niederlage gegen das Partherreich, der Befehlshaber Marcus Licinius Crassus fällt im Kampf.
- 52 v. Chr.: Sieg Caesars über die aufständischen Gallier unter Vercingetorix in der Schlacht um Alesia.